# Eşmepınar, Hasköy
Eşmepınar là một xã thuộc huyện Hasköy, tỉnh Muş, Thổ Nhĩ Kỳ. Dân số thời điểm năm 2011 là 2.112 người.